# Zhang Jiewen
Yang Wei (født 4. januar 1981, i Guangzhou i Folkerepublikken Kina) er en kinesisk badmintonspiller. Hun vandt bl.a en guldmedalje under Sommer-OL 2004 i Athen. Hun repræsenterede også Kina under Sommer-OL 2008 i Beijing, Kina, hvor hun blev slået ud i.